# Scry (Mettet)
Pour l’article homonyme, voir Scry (Tinlot).
Scry est un hameau de Belgique, section de Mettet, situé dans la commune du même nom en Région wallonne dans la province de Namur.
Au cœur du village de Scry, on retrouve une place, dénommée dans le village la "Place de Scry", et également une gare, l'ancienne gare de Scry, entièrement restaurée par son propriétaire Monsieur Lambert Roger. La construction de la gare remonte à 1875 et son inauguration a été célébrée en 1885. Le hameau comprend également un château datant de 1757. 